# High Five Interchange
A High Five Interchange egyike az első ötszintű autópálya-csomópontnak, amelyet a texasi Dallasban építettek. A Lyndon B. Johnson autópálya (Interstate 635, I-635) és a Central Expressway (US Highway 75, US 75) találkozásánál található, helyettesítve az 1960-as években épített, elavult, részleges lóhere alakú csomópontot.
A 261 millió amerikai dolláros projektet 2002-ben kezdték el, és 2005 decemberében fejezték be. A HNTB Corporation tervezte és a Zachry Construction Corporation építette.
A csomópontot a Popular Mechanics a „Világ 18 legfurcsább úttestje” közé sorolja, magassága (olyan magas, mint egy 12 emeletes épület), 43 állandó hídja és egyéb szokatlan tervezési és kivitelezési jellemzői miatt. 2006-ban az Amerikai Közmunkák Szövetsége a High Five megépítését az "Év közmunkaprojektjeinek" nevezte.

## Leírása
A texasi Dallas belvárosától északra fekvő High Five csomópont hatalmas, ötszintes autópálya-csomópont. Két nagy csúcsforgalmat lebonyolító nagy autópálya, a Lyndon B. Johnson autópálya (635-es államközi autópálya) és a Központi gyorsforgalmi út (US 75) csomópontja, és ez az első ötszintű csomópont, amelyet a városban építettek.
Helyettesíti az 1960-as években épített, elavult háromszintű, módosított lóhere alakú csomópontot, amely súlyos szűk keresztmetszetet okozott azáltal, hogy az US 75-öt két sávra szűkítette a két országút kereszteződésében. A lóhere hurkolt rámpái drasztikusan lassítani kényszerítették az autósokat, akadályozva a forgalmat. A bal oldali kijáratok hozzájárultak a torlódásokhoz. Továbbá két homlokzati útja nem volt közvetlenül összekapcsolva egymással, ami megnehezítette a helyi megközelítést.
A "High Five" név az angol nyelvben "pacsit" jelent, itt azonban az öt felüljáró rámpára utal, amelyek a táj fölé magasodva a balra forduló forgalmat kezelik.  A csomópont olyan magas, mint egy 12 emeletes épület, és 43 hidat tartalmaz, amelyek öt szinten vannak szétosztva ("High Five"). A legmagasabb rámpák 37 méter magasan vannak a talaj felett. Az US 75 sávjai, amely az alsó szinten helyezkednek el, 6 méterrel a talajszint alatt vannak, így a szerkezet teljes magassága alulról felfelé 140 láb. A projekt részeként az I-635-öt kibővítették négy különlegesen magas kihasználtsággal közlekedő járműveknek fenntartott sávval (HOV-sáv), amelyek sorompóval vannak elválasztva és a menetirány megfordítható.
Az utak az öt szinten a következők:
- I. szint: US 75, nyolc sávos autópálya, négy sáv halad mindkét irányban
- II. szint: A két hatsávos elülső út kereszteződése, mindegyiknek három-három sávja van mindkét irányban, balra kanyarodó sávok és fordulók, valamint könnyű hozzáférés az US 75-ös és az I-635-ös autópályákhoz.
- III. szint: I-635, tíz szabályos sáv, öt mindkét irányba, és négy telekocsi-sáv sáv (kettő mindkét irányba), sorompókkal elválasztva
- IV. és V. szint: Közvetlen csatlakozási rámpák (két szint), kiküszöbölve a módosított lóhere levelének bal kijáratait.

A csomópont, az előregyártott betonelemeket díszítő dekoratív rézkarcokkal, valamint a texasi Közlekedési Minisztérium (TxDOT) által meghatározott vizuálisan vonzó színezéssel hatalmas közművészeti alkotásnak tekinthető. A High Five ötvözi a Cottonwood Trail nevű túra- és kerékpárutat is, amely a csomópont minden szintjén fut. A nyomvonal kereszteződés alatt haladó szakaszát a TxDOT a High Five projekt részeként építette meg.

## Története
A High Five Interchange projektet a meglévő, elavult csomópont helyettesítésére tervezték, amely napi 500 000 jármű áthaladását szolgálta, és Dallas egyik legintenzívebben fejlett kereskedelmi zónájában található. Ez egy együttműködési projekt volt a TxDOT, az érintett autósok és ingatlantulajdonosok, valamint az elsődleges vállalkozó, a Zachry Construction között. Alapvető szempont a projekt befejezése a forgalom áramlásának lehető legkevesebb megzavarása mellett.
A csomópont korszerűsítésének oka a forgalom növelésének és a torlódások csökkentésének szükségessége mellett a levegőminőség, a biztonság és a helyi hozzáférés javítása volt.
A Zachry Construction Corporation a legalacsonyabb ajánlatot nyújtotta be, és a TxDOT elnyerte a 261 millió dolláros szerződést, amely az ügynökség történetének legnagyobbika volt. A High Five csomópont építési szerződése egyedülálló volt, mivel olyan elemeket tartalmazott, amelyek más építési projektekben nem találhatók meg. Például tartalmazott egy korábbi befejezésért járó bónuszt, amely változó nagyságú jutalmat ígért és akár 11 millió dollár is lehetett, ha a vállalat a szerződésen szereplő 4 éven belül teljesíti a szerződést. Az építési szerződésbe beépült egy olyan rendelkezés is, amely szerint a TxDOT Zachry-t terhelte a "sáv bérlésének" a díja a forgalmi sávok bezárásának idejéért - az óránkénti értékelések és a sáv bezárásának időpontja alapján. A díjak 50 dollártól a csúcsidei 110 000 dollárig terjedtek. Annak érdekében, hogy az építkezés során ne zavarja a forgalom áramlását, az új csomópontot nagyrészt megemelt felüljáró rámpákként és viaduktokként tervezték, hogy magasan meg lehessen építeni a meglévő csomópontok felett; amint a forgalom átkerül az új építményekre, a régi sávokat egyszerűen le lehet zárni és eltávolítani. A projekt befejezésére már csak kevés maradt meg az eredeti csomópontból.
Az idő és pénz megtakarítása érdekében innovatív építési módszereket alkalmaztak: Az eredeti tervek szerint a hosszú rámpák és az útszakaszok összekötésére szolgáló szakaszok acélból készültek volna, de mivel az acélból történő építkezés megzavarta volna a forgalmat, az építkezés során helyben öntött szegmensbetonnal helyettesítették a tervekben. Azonban Zachry úgy döntött, hogy előregyártott szegmenses hidakat használ, ahelyett, hogy a hídelemeket a helyben öntené, és egy egyedi gépet használtak, amelyet a Deal S.R.L. tervezett és gyártott. 1 millió dollárba került, hogy a darabokat a helyükre vigyék.
Az építkezés során 2,2 millió köbláb földet használtak fel, 350 000 köbláb betont kevertek a helyszínen, és 300 000 négyzetláb támfalat építettek. Ezenkívül 40 000 láb fúrt cölöpöt és 75 000 lineáris láb vízelvezető cső készült el. A 43 állandó híd építése mellett hat ideiglenes hidat is építettek, amelynek eredményeként 2,3 millió négyzetméternyi híd felület keletkezett.
A projektet a HNTB Corporation tervezte, aki professzionális mérnöki tanácsadást nyújtott az építkezés során, amely 2002-ben kezdődött és 2005 decemberében fejeződött be, több mint 13 hónappal korábban, mint tervezve volt.